# Marguerite de Comminges
Marguerite de Comminges (1365/1366 - Poitiers, été 1443) est une dame de la haute noblesse française qui a été comtesse de Comminges de 1375 à 1443. Son long gouvernement, au temps de la guerre de Cent Ans, a été marqué par la violente rivalité entre les maisons comtales d'Armagnac et de Foix, alors les deux plus puissantes familles féodales du sud du royaume de France, pour s'assurer du contrôle de son héritage.
Dernière représentante de la branche aînée de la maison de Comminges, sa mort sans descendance entraîne, à moyen terme, le rattachement du comté de Comminges au domaine royal en 1498, après une succession de comtes viagers.

## Biographie

### L'héritière du comté de Comminges
Marguerite de Comminges, née au plus tôt en 1365 ou dans les premiers mois de 1366, est la plus jeune des filles du comte Pierre Raymond II de Comminges et de son épouse (et cousine germaine), Jeanne de Comminges. Le couple comtal avait auparavant eu au moins deux autres filles, Aliénor et Cécile, mentionnées en 1352 dans le testament de leur grand-mère maternelle Mathe de l'Isle-Jourdain, comtesse douairière de Comminges. Si la cadette, Cécile, sans doute morte jeune, n'apparaît plus après cette date dans les documents, l'aînée, Aliénor, est mariée par son père une première fois à Bertrand II, comte de l'Isle-Jourdain, puis, devenue veuve vers 1369, une seconde fois en 1373 au futur Jean II, comte d'Auvergne et de Boulogne.
Par son testament fait à Muret, le 19 octobre 1375, le comte Pierre Raymond institue comme héritière universelle sa dernière fille, Marguerite, encore mineure, qu'il place sous la tutelle et le gouvernement de la comtesse Jeanne, à qui il réserve par ailleurs l'usufruit du comté en viager. Une dernière clause du testament interdit le mariage de Marguerite avec le fils du comte de Foix ou avec celui du comte d'Armagnac.
Après la mort du comte survenue dans les derniers mois de l'année 1375, après le 19 octobre, date de son testament et avant le 2 janvier 1376, sa veuve fit rapidement l'objet de pressions pour marier l'héritière. Dès le 2 janvier 1376 est conclu un projet matrimonial entre le comte Jean II d'Armagnac et la comtesse douairière de Comminges pour unir Marguerite avec le fils cadet du comte, Bernard.

### Mort et succession
Marguerite de Comminges meurt à Poitiers au cours de l'été 1443, après le 6 juin, date où elle renonce à tous les appels faits en son nom des jugements des commissaires royaux, et avant le mois d'octobre, alors que le comte d'Armagnac Jean IV s'empare de diverses places commingeoises en invoquant une donation secrète que la comtesse aurait faite en sa faveur avant de mourir.
Conformément au contrat de mariage de 1419, de même qu'à l'accord conclu à Toulouse le 9 mars 1443 entre le roi de France Charles VII et Mathieu de Foix, ce dernier conserva le comté de Comminges en viager jusqu'à sa mort en 1453.
Rattaché au domaine royal français en 1454, le comté de Comminges est par la suite donné en jouissance viagère en 1461 à un favori de Louis XI, Jean de Lescun (mort en 1473), dit le « bâtard d’Armagnac », puis en novembre 1472 à Odet d'Aydie. 
Le comté est définitivement rattaché au domaine royal en 1498.

## Mariages et descendance
La comtesse Marguerite épouse en 1378 le futur Jean III d'Armagnac (mort en 1391), qui devient comte d'Armagnac et de Rodez en 1384. Le couple aura deux filles :
- Jeanne, mariée par contrat passé à Lavardens le 19 février 1409, à Guillaume-Amanieu de Madaillan, seigneur de Lesparre, avec une dot de 20 000 livres donnée par son oncle Bernard VII d'Armagnac en échange de la renonciation à tous ses droits[12];
- Marguerite, mariée le 30 novembre 1415 à Guillaume II, vicomte de Narbonne[12];

Jeanne et Marguerite d'Armagnac moururent probablement avant leur mère.
Devenue veuve le 25 juillet 1391, la comtesse de Comminges se remarie à la fin octobre ou en novembre 1392 avec Jean II d'Armagnac, fils aîné de Géraud, comte de Pardiac et vicomte de Fézensaguet, qui meurt en 1402, prisonnier du comte d'Armagnac Bernard VII.
Marguerite se remarie une troisième fois le 16 juillet 1419, dans la cathédrale de Pamiers, avec Mathieu de Foix (mort en 1453), frère cadet de Jean Ier, comte de Foix et vicomte de Béarn.
Les deux dernières unions sont demeurées stériles.